# James Wedderburn
James Edward Wedderburn, detto Jim (Bayfield, 23 giugno 1938 – ...), è stato un velocista barbadiano. Prese parte ai Giochi olimpici di Roma 1960 con la maglia della Federazione delle Indie Occidentali classificandosi quarto ai quarti di finale dei 400 metri piani e conquistando la medaglia di bronzo nella staffetta 4×400 metri con i compagni di squadra George Kerr, Keith Gardner e Mal Spence.

## Palmarès
| Anno | Manifestazione  | Sede | Evento                | Risultato        | Prestazione      | Note |
| ---- | --------------- | ---- | --------------------- | ---------------- | ---------------- | ---- |
| 1960 | Giochi olimpici | Roma | 400 metri piani       | Quarti di finale | 47"0 (47"22)     |      |
| 1960 | Giochi olimpici | Roma | Staffetta 4×400 metri | Bronzo           | 3'04"0 (3'04"13) |      |